# Schloss Stubendorf

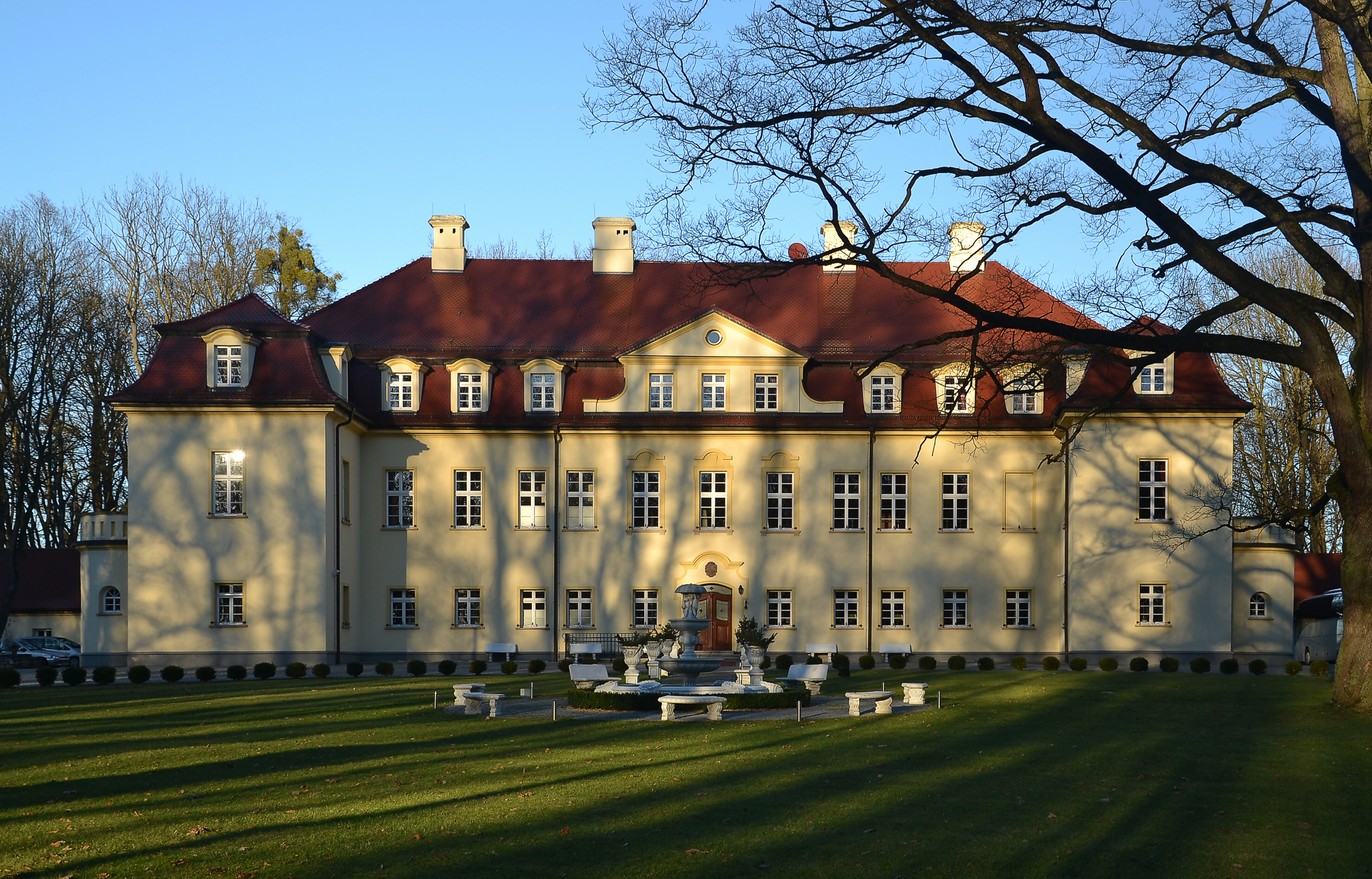
Schloss Stubendorf (2015)

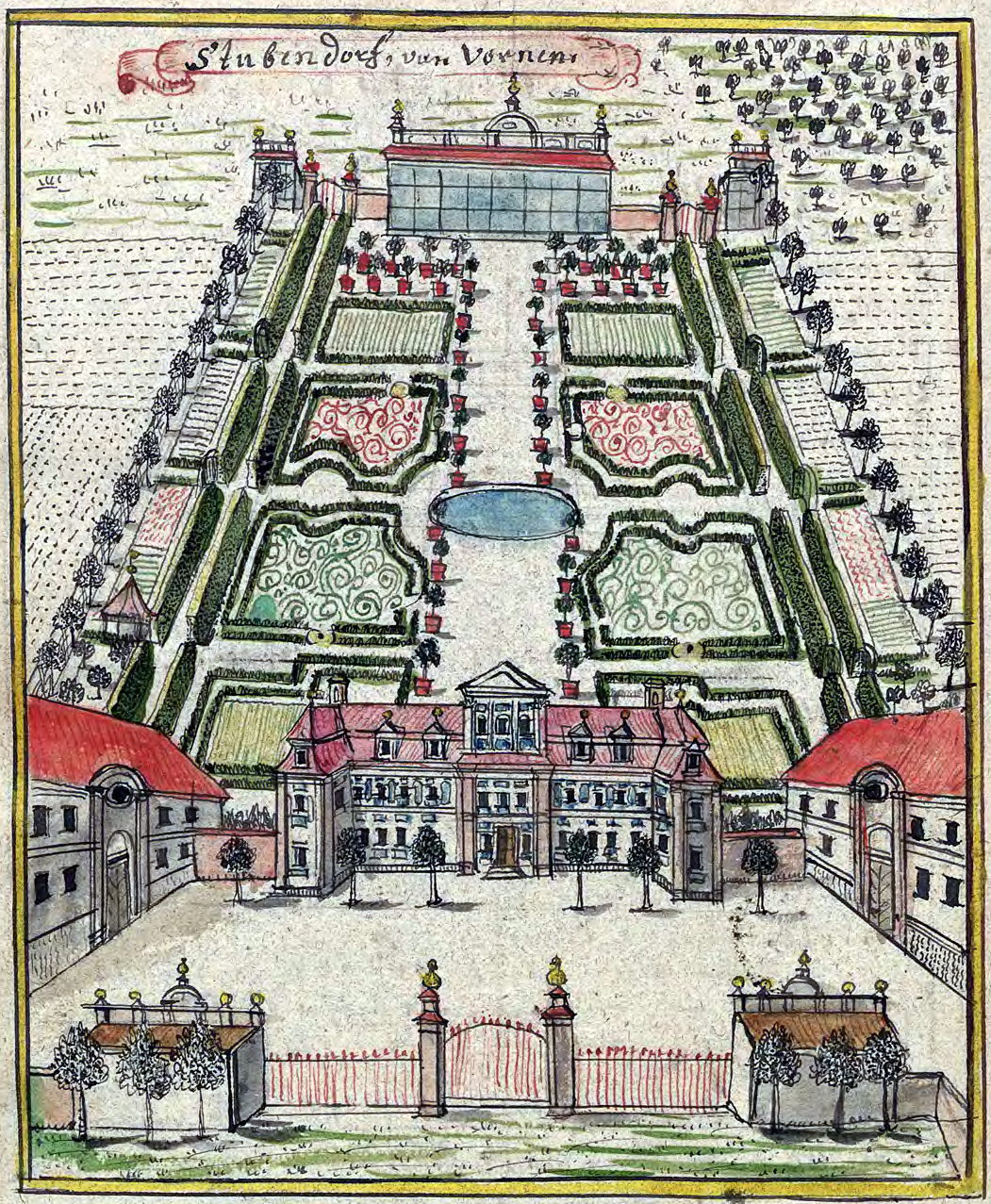
Ansicht der Schlossanlage aus der Mitte des 18. Jahrhunderts

Das Schloss Stubendorf (poln. Pałac w Izbicku) ist ein Schloss im oberschlesischen Stubendorf (poln. Izbicko) in der Woiwodschaft Opole.

## Geschichte
Ein erster Schlossbau entstand bereits im 16. Jahrhundert. Im 18. Jahrhundert entstanden die ersten Zeichnungen des Schlosses samt Anlage. 1748 zerstörte ein Brand das Schloss. Zu dieser Zeit war der Bau im Besitz der Familie von Larisch. 1812 zerstörte erneut ein Feuer das Schloss und wurde daraufhin vom Grafen von Strachwitz im klassizistischen Stil wieder aufgebaut. 
Bei den Aufständen in Oberschlesien wurde das Stubendorfer Schloss 1921 in Brand gesteckt und zuvor geplündert. Zwischen 1923 und 1932 wurde es im Stil des Barocks wieder aufgebaut. 
Die Kriegshandlungen im Zweiten Weltkrieg überstand das Schloss unbeschadet. Nachdem Schlesien an Polen gefallen war, wurde das Anwesen verstaatlicht. Im Schloss wurde eine staatliche Landwirtschaftsschule eingerichtet, die 1952 in eine technische Landwirtschaftsschule umgewandelt wurde und bis 1984 bestand. Bis zu dieser Zeit verfiel das Schloss immer weiter, da benötigte Renovierungsarbeiten nicht durchgeführt wurden. Viele Einrichtungsgegenstände gingen dadurch verloren. Das Stubendorfer Schloss wurde am 25. Juni 1965 unter 1044/65 in das Verzeichnis der Baudenkmäler der Woiwodschaft Opole eingetragen. 2003 wurde das Schloss von einem privaten Investor aufgekauft. Zwischen 2005 und 2007 ließ dieser das Schloss renovieren und eröffnete in diesem ein Hotel. 